# Таємне ім'я (роман)
Загублені. Книга 2. Таємне ім'я (англ. Lost: Secret Identity) — роман 2006 року  американської письменниці Кеті Гапка, другий в серії творів, написаних по мотивами серіалу «Загублених».

## Сюжет
Декстер Крос жив в Америці зі своєю матір'ю і тіткою. У школі його часто кривдили задираки, і, не дивлячись на те, що він добре вчився, шансів на вступ до коледжу практично не було — у його сім'ї немає грошей на навчання. Але після нещасного випадку в супермаркеті, його тітка отримує грошову компенсацію і дарує гроші племіннику на навчання. Він легко вписується в коледж, але нікому не розповідає правду про себе — замість цього він говорить оточуючим, що з багатої сім'ї. В університеті він знайомиться з дівчиною на ім'я Дейзі, так і не розкривши секрет про свою сім'ю. Одного разу він погоджується провести свято з родиною Дейзі.
В останню ніч, Дейзі і її брата грабують, залишивши двох без грошей. У підсумку, Декстер змушений розповісти все своїй коханій, що викликає бурхливу реакцію у дівчини. В аеропорту Декс не може знайти Дейзі і вирішує, що ображена вона поміняла місце в літаку. Однак в цей момент з'являється брат Дейзі і каже, що дівчина не хоче його бачити, але він не знає, де його сестра. Опинившись в повітрі, Декстер вирішує пройтися по салону і знайти Дейзі, але раптово спалахує табличка «пристебнути ремені» …
Декс приходить до тями після краху, він зневоднений, не пам'ятає, хто він такий насправді, лише останні дні в коледжі. Юнак вважає, що він той — за кого себе видавав. Дивно, що Декстер бачить самого себе — силует постійно вислизає від чоловіка вглиб острова, в джунглі. Декстер нарешті наздоганяє «себе» і бачить поруч Дейзі, яка розповідає юнакові, хто він насправді. Потім Декс приходить до тями, а силует зникає — на її місці виявляються Бун і Шеннон. Вони відводять його до табору на пляжі. Так один з уцілілих Джордж, приносить Дексу валізу з ім'ям «Декстер Стаббс» — так він представився новим знайомим в університеті. У підсумку, Декс признається іншим уцілілим, що його прізвище Крос, і він видавав себе за іншого.

## Цікаві факти
- У романі всього 23 глави на 168 сторінках.
- На піджаку вказано ім'я Декстера Стерлінга (англ. Dexter Sterling). Хоча ім'я персонажа — Декстер Крос (англ. Dexter Cross) / Стабб. У французькому виданні ця помилка була виправлена.
- У цій книзі згадується найбільша кількість мешканців острова з основних персонажів серіалу — Джанілль, Клер, Фейт Гаррінгтон, Ларрі, Джоанна, Джордж, Артц, Джек, Волт, Герлі, Шеннон, Бун, Майкл, Скотт і Стів.